# Ulrich Schulte-Strathaus
Ulrich Schulte-Strathaus (* 1953) war von 2002 bis 2012 Generalsekretär des Verbandes europäischer Fluggesellschaften.
Zuvor war er seit 1992 Leiter Konzernpolitik bei der Lufthansa. In dieser Rolle war er für die Sicherung der Verkehrsrechte des Konzerns, für die politische Absicherung der Lufthansa-Allianzen sowie für Verbands- und EU-Politik verantwortlich. Bei der Lufthansa hatte er 1981 nach einem Jura-Studium seine berufliche Laufbahn in der Personalabteilung begonnen.
Seit dem turnusgemäßen Ausscheiden beim Verband europäischer Fluggesellschaften ist Schulte-Strathaus als Berater tätig.